# Тиранчик-довгохвіст жовточеревий
Тира́нчик-довгохві́ст жовточеревий (Mecocerculus minor) — вид горобцеподібних птахів родини тиранових (Tyrannidae). Мешкає в Андах.

## Поширення і екологія
Жовточереві тиранчики-довгохвости поширені на крайньому північному заході Венесуели (Тачира), в Східному хребті Колумбійських Анд, на сході Еквадору та на півночі Перу (на південь до Уануко). Вони живуть у вологих гірських тропічних лісах. Зустрічаються на висоті від 1600 до 2700 м над рівнем моря.